# 坊城車站
坊城車站（日语：／ Bōjō eki */?）是一個位於日本奈良縣橿原市東坊城町281-2號，由近畿日本鐵道（近鐵）所經營的鐵路車站。坊城車站是近鐵南大阪線沿線的車站，區間急行以下等級的列車，會在本站停靠。

## 歷史
- 1929年（昭和4年）3月29日 - 大阪鐵道的古市 - 久米寺（現在的橿原神宮前）間開通，本站啟用[1]。
- 1943年（昭和18年）2月1日 - 關西急行鐵道與大阪鐵道合併[1]。本站成為關西急行鐵道天王寺線的車站。
- 1944年（昭和19年）6月1日 - 關西急行鐵道與南海鐵道（現在的南海電氣鐵道）合併，[1]。本站成為近鐵南大阪線的車站。
- 1993年（平成5年）3月17日 - 月台擴張，可容納6節車廂[2]。
- 2007年（平成19年）4月1日 - 可使用PiTaPa乘車[3]。

## 車站結構
對向式月台2面2線的車站，閘口、大堂位於地底，月台位於地面。

### 月台配置
| 月台 | 路線     | 方向 | 目的地                                 |
| ---- | -------- | ---- | -------------------------------------- |
| 1    | 南大阪線 | 下行 | 橿原神宮前、吉野方向                   |
| 2    | 南大阪線 | 上行 | 古市、大阪阿部野橋、御所、河內長野方向 |

## 使用狀況
近年1日上下車人次調査結果如下。
- 2018年11月13日：3,119人
- 2015年11月10日：3,155人
- 2012年11月13日：3,207人
- 2010年11月9日：3,193人
- 2008年11月18日：3,374人
- 2005年11月8日：3,376人

### 上車人次
近年1日平均上車人次如下。
| 年度               | 1日平均 上車人次 |
| ------------------ | ---------------- |
| 1995年（平成7年）  | 2,546            |
| 1996年（平成8年）  | 2,431            |
| 1997年（平成9年）  | 2,314            |
| 1998年（平成10年） | 2,255            |
| 1999年（平成11年） | 2,149            |
| 2000年（平成12年） | 2,054            |
| 2001年（平成13年） | 2,001            |
| 2002年（平成14年） | 1,898            |
| 2003年（平成15年） | 1,880            |
| 2004年（平成16年） | 1,778            |
| 2005年（平成17年） | 1,765            |
| 2006年（平成18年） | 1,778            |
| 2007年（平成19年） | 1,776            |
| 2008年（平成20年） | 1,789            |
| 2009年（平成21年） | 1,750            |
| 2010年（平成22年） | 1,739            |
| 2011年（平成23年） | 1,730            |
| 2012年（平成24年） | 1,784            |
| 2013年（平成25年） | 1,800            |
| 2014年（平成26年） | 1,763            |
| 2015年（平成27年） | 1,804            |
| 2016年（平成28年） | 1,767            |
| 2017年（平成29年） | 1,758            |
| 2018年（平成30年） | 1,736            |

## 車站周邊
- 橿原市立金橋小学校
- 橿原運動公園
- 金橋郵局
- 南都銀行坊城分行
- 大和信用金庫坊城分行
- ÆON MALL橿原
- OKUWA橿原坊城店
- 京奈和自動車道橿原高田交流道

## 相鄰車站
近畿日本鐵道
 南大阪線
■急行
通過
■區間急行、■準急、■普通
浮孔（F25）－坊城（F26）－橿原神宮西口（F27）

## 外部連結
- 坊城 - 近畿日本鐵道